# Ocotea glabriflora
Ocotea glabriflora är en lagerväxtart som beskrevs av Van der Werff. Ocotea glabriflora ingår i släktet Ocotea och familjen lagerväxter. Inga underarter finns listade i Catalogue of Life.